# Сугак, Дмитрий Степанович
Дмитрий Степанович Сугак (12 июня 1909 года, Люботин, Харьковская губерния, Российская империя — 13 июля 2003 года, Самара, Российская Федерация) — советский хозяйственный, государственный и политический деятель.

## Биография
Родился в 1909 году в Люботине. Член КПСС.
С 1929 года — на хозяйственной, общественной и политической работе. В 1929—1976 гг. — в паровозном депо Люботин Южной железной дороги, в РККА, начальник технического отдела, заместитель начальника, начальник паровозных депо на Южной, Юго-Восточной и Рязано-Уральской железных дорогах, начальник Свердловского отделения локомотивного хозяйства Свердловской железной дороги, заместитель начальника, начальник Пермской железной дороги, начальник Дальневосточной железной дороги, начальник Куйбышевской железной дороги.
Делегат XXIV съезда КПСС.
Умер в Самаре в 2003 году.